# دوك لوسون
دوك لوسون (بالإنجليزية: Doc Lawson)‏ هو لاعب كرة قدم أمريكي في مركز الدفاع، ولد في 11 فبراير 1958 في ليبيريا. شارك مع منتخب الولايات المتحدة لكرة الصالات ومنتخب الولايات المتحدة لكرة القدم. أما مع النوادي، فقد لعب مع سان خوزيه إيرث كويكس ونادي غوادالاخارا ونيويورك كوسموس.

## وصلات خارجية
- دوك لوسون على موقع الاتحاد الدولي (مؤرشف)  (الإنجليزية)
- دوك لوسون على موقع قاعدة بيانات كرة القدم.إي يو (الإنجليزية)